# Щандарт
 Тази статия е за вида знаме.  За кораба вижте Щандарт (фрегата).  
Щандартът е персонален флаг на владетеля (държавния глава), членовете на владетелското семейство, висши държавни служители и военачалници.
Предвид обвързването с конкретна личност и длъжност, този тип флагове много често съдържат съответните гербове или често представляват гербови знамена (когато цялата повърхност представя гербовото поле и фигурите на него). Функцията на щандарта е да обозначи местоположението на персоната, която идентифицира. Това подсказва, че в конкретен момент един щандарт се вее само на едно място. Например, когато германският федерален президент е в президентството, щандартът се издига на покрива на сградата, а когато е напът, то щандартът се сваля от президенството и се издига на автомобила му. Щандарът показва, къде е държавния глава.
Добре познат пример са автомобилните щандарти на държавните автомобили, които високопоставени представители на държавата, включително дипломатическият корпус, носят при подходящи поводи. За тази цел щандартите са прикрепени към две „антенки“ на калниците.
- Щандарт на автомобила на италианския президент
- Щандарт на автомобила на германския федерален президент
- Щандарт на чешкия президент
- Щандарт на автомобила на кралица Елизабет II

## История
Щандартите имат пряка връзка с бойните флагове и в някои езици с този термин се обозначават и полковите (корабните) знамена, които също са само в единични екземпляри.
В древността щандартът първоначално е представлявал издигнат на стълб знак насред бойно поле, който е обозначавал сборния пункт на войските в битка и по този начин се е превръл в техен отличителен знак.
В Свещената римска империя от около 1800 г. императорски щандарт се наричал личното знаме на монарха или друг членове на управляващата династия.
В Ранното средновековие щандарт е бил пластична фигура (например орел), закрепен на колесниците на рицарски армии, а в Късното редновековие, когато се появява и по-бърза конница, щандартът е представлявал продълговато знаме, след това квадратно знаме с въртящ се крайник (вимпел), от XVII в. предимно квадратно, а по-късно и триъгълно знаме на всички видове конни войски. В началото на XX в. знамето преминава в ръцете на наследниците на конницата – мобилните моторизирани войски.
|  | Тази страница частично или изцяло представлява превод на страницата Standarte в Уикипедия на немски. Оригиналният текст, както и този превод, са защитени от Лиценза „Криейтив Комънс – Признание – Споделяне на споделеното“, а за съдържание, създадено преди юни 2009 година – от Лиценза за свободна документация на ГНУ. Прегледайте историята на редакциите на оригиналната страница, както и на преводната страница, за да видите списъка на съавторите. ВАЖНО: Този шаблон се отнася единствено до авторските права върху съдържанието на статията. Добавянето му не отменя изискването да се посочват конкретни източници на твърденията, които да бъдат благонадеждни. |